# Abou Hafs ibn Amr
Pour les articles homonymes, voir Abou Hafs (homonymie).

La région frontalière arabo-byzantine du VIIe au Xe s.

Abou Hafs ibn Amr (en arabe : أبو حفص بن عمرو ; en grec médiéval : Ἀπόχαψ, Apochaps) est un émir musulman de Malatya (ou Mélitène), vassal du califat abbasside, mort vers 931. Il est impliqué dans les guerres arabo-byzantines. La principauté disparaît après sa mort.

## Biographie

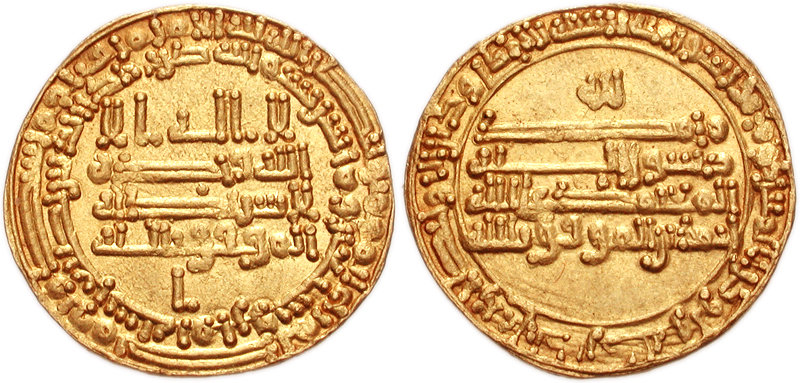
Dinar du calife Al-Muqtadir, an 298 de l'Hégire (910-911 ap. J.-C.)

Abou Hafs ibn Amr est le petit-fils d'Amr al-Aqta (ou Omar al-Aqta), émir de Malatya de 830 environ à 863, un des chefs militaires du thugur (ou awasim, la « marche ») du califat abbaside et adversaire de l'Empire byzantin. Après la mort d'Omar al-Aqta, la principauté de Tephrike, tenue par une communauté chrétienne hétérodoxe et alliée des Arabes, les pauliciens, est conquise par l'empereur byzantin Basile Ier (mort en 886), ce qui laisse Malatya à découvert. La citadelle médiévale de Malatya correspond au site de Battalgazi, à une vingtaine de km de la ville actuelle.

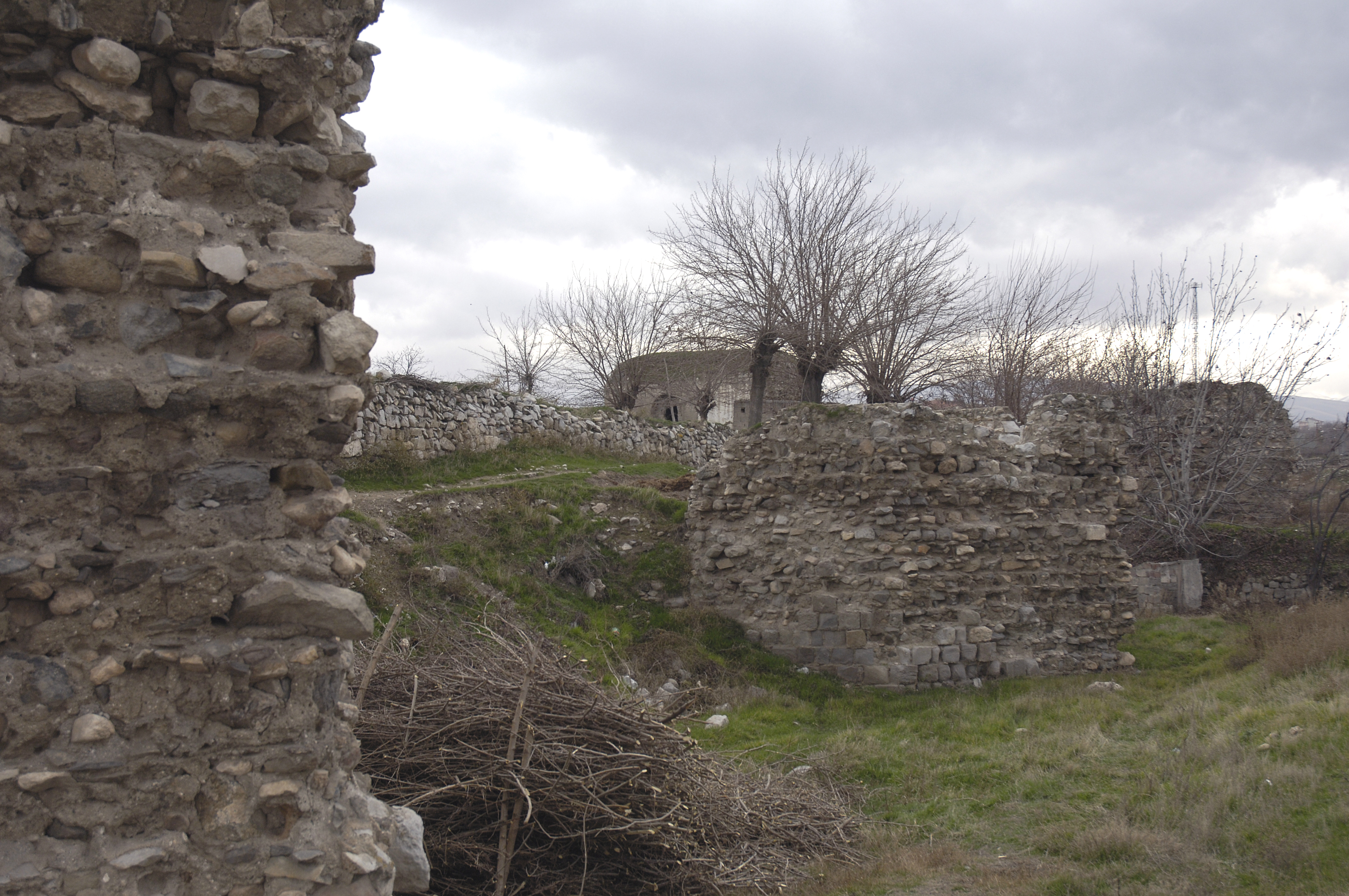
Ruines de Battalgazi (ancienne citadelle de Malatya) photographiées en 2005.

En 927 et 928, l'armée byzantine commandée par Jean Kourkouas tente de s'emparer de Malatya ; elle échoue mais ravage son territoire. En 931, Jean Korkouas attaque à nouveau l'émirat de Malatya : Abou Hafs et son capitaine Abou Salt se rendent auprès du domestikos (commandant en chef byzantin). Celui-ci les envoie à Constantinople où l'empereur Romain Ier Lécapène les reçoit avec bienveillance. Abou Hafs se reconnaît vassal de l'empereur, accepte de lui payer un tribut et de lui fournir des troupes contre les autres principautés arabes,. Certains historiens situent la reddition d'Abou Hafs pendant la campagne de 927-928.
Abou Hafs meurt peu après. Les habitants de Malatya se révoltent contre la tutelle byzantine et font appel à l'émir hamdanide Sa'id ibn Hamdan, vassal des Abbassides, qui entre dans la ville en novembre 931. Jean Korkouas et son lieutenant arménien Mélias (pour les Arméniens, « Mleh le Grand ») attaquent Malatya et s'en emparent le 19 mai 934. Les habitants doivent se convertir au christianisme ou quitter la ville qui est annexée par l'Empire byzantin.

## Fiction
La guerre frontalière entre Byzantins et Arabes sert de théâtre à l'épopée grecque médiévale Digenis Akritas qui mentionne les exploits du prince arménien Melemendzis (Mlah), seigneur de Malatya.

## Sources et bibliographie
- (en) Cet article est partiellement ou en totalité issu de l’article de Wikipédia en anglais intitulé « Abu Hafs ibn Amr » (voir la liste des auteurs) dans sa version du 8 avril 2021.
- (en) Warren Treadgold, A History of Byzantine State and Society, Stanford University Press, 1997, 1019 p. (ISBN 0-8047-2630-2, lire en ligne)
- (en) Mark Whittow, The Making of Byzantium, 600-1025, University of California Press, 1996, 477 p. (ISBN 0-520-20496-4, lire en ligne)
- Alexandre Vassiliev, Byzance et les Arabes. Tome II, 1re partie : La dynastie macédonienne (867-959), Bruxelles, Fondation byzantine, 1968,
- Dorothee Metlitzki, The Matter of Araby in Medieval England, Yale University, 1977, réed. 2005, p. 142